# Detert Zylmann
Detert Zylmann (* 15. August 1944 in Hamburg; † 19. April 2024 ebenda) war ein deutscher Prähistoriker. 

## Leben
Peter Zylmann, der Großvater von Detert Zylmann, war Gymnasiallehrer und gründete zusammen mit Werner Haarnagel am 4. Juli 1951 die Arbeitsgruppe Vorgeschichte der Ostfriesischen Landschaft.
Detert Zylmann studierte Vor- und Frühgeschichte, Ethnologie und Anthropologie in Hamburg und Mainz, wo er 1980 bei Niels Bantelmann promoviert wurde. Es folgte eine zweijährige Tätigkeit am Institut für Denkmalpflege in Hannover, Dezernat Inventarisation. Von 1983 bis zu seiner Pensionierung war Zylmann wissenschaftlicher Mitarbeiter bei der Archäologischen Denkmalpflege Mainz. Sein Arbeitsgebiet waren Ausgrabungen, Untersuchungen und Veröffentlichungen von archäologischen Funden aus der Jungsteinzeit, Bronzezeit, Eisenzeit (Kelten) und dem Mittelalter.

## Forschungen und Ausgrabungen
Detert Zylmann galt als Fachmann für die bronzezeitliche Urnenfelderkultur, keltische Funde aus der Eisenzeit sowie die Menhire in Rheinhessen und der Pfalz. Er schrieb ein zweibändiges Werk über die Grab- und Depotfunde sowie Einzelfunde aus Metall der Urnenfelderkultur in der Pfalz, veröffentlichte ein Buch über die Menhire in Deutschland und verfasste zahlreiche Beiträge über keltische Funde aus der Eisenzeit. Er untersuchte und erforschte in Rheinhessen und im Naheraum Funde aus der Jungsteinzeit, Bronzezeit, Eisenzeit und dem Mittelalter. 1983 grub er in Undenheim (Landkreis Mainz-Bingen) die Totenhütte eines adligen Mädchens aus der Urnenfelderkultur aus. In Bretzenheim an der Nahe legte er eine Siedlung und Bestattungen der jungsteinzeitlichen Bandkeramischen Kultur frei. Von 1991 bis 2004 war er wissenschaftlicher Leiter der Ausgrabungen eines keltischen Friedhofes in Worms-Herrnsheim. Dort bearbeitete er auch ein Grab der jungsteinzeitlichen Glockenbecherkultur. In Ingelheim am Rhein untersuchte er 2003 einen Menhir aus der Jungsteinzeit, in Sprendlingen einen Kreisgrabenfriedhof der Hügelgräberbronzezeit und in Undenheim die Totenhütte eines adligen Mädchens aus der Urnenfelderkultur. Im Langenlonsheimer Wald erforschte er einen Grabhügel der eisenzeitlichen Hunsrück-Eifel-Kultur.

## Veröffentlichungen (Auswahl)
- Beiträge in: Hans-Herbert Möller (Hrsg.): Was ist ein Kulturdenkmal? (= Arbeitshefte zur Denkmalpflege in Niedersachsen. 2, ZDB-ID 581380-3). Niedersächsisches Landesverwaltungsamt – Institut für Denkmalpflege, Hannover 1982.
- Die Urnenfelderkultur in der Pfalz. Grab- und Depotfunde, Einzelfunde aus Metall (= Veröffentlichung der Pfälzischen Gesellschaft zur Förderung der Wissenschaften in Speyer. 72, ISSN 0480-2357). 2 Bände. Gesellschaft zur Förderung der Wissenschaften in Speyer, Speyer 1983 (Zugleich: Mainz, Universität, Dissertation, 1980).
- Ein Grabhügel der Hunsrück-Eifel-Kultur im Langenlonsheimer Wald. Kreis Bad Kreuznach (= Archäologische Berichte aus Rheinhessen und dem Kreis Bad Kreuznach. 3). Krach, Mainz 1985, ISBN 3-87439-118-3.
- Ein Bestattungsplatz der Urnenfelderkultur von Undenheim, Landkreis Mainz-Bingen. In: Mainzer Zeitschrift. 82, 1987, S. 199–210.
- Ein mittelalterliches Bauopfer aus Bingen? In: Mainzer Zeitschrift. 84/85, 1989/1990, S. 373–379.
- Die Kelten im Naheraum: das Fürstengrab von Waldalgesheim. In: Hans Forster (Hrsg.): Kennzeichen MZ-BIN. Heimatkunde für den Landkreis Mainz-Bingen. Lutz u. a., Lörrach u. a. 1990, ISBN 3-12-258430-1, S. 57–59.
- Die Niersteiner Gemarkung in vorgeschichtlicher Zeit. In: Hildegard Friess-Reimann, Sigrid Schmitt (Hrsg.): Nierstein. Beiträge zur Geschichte und Gegenwart eines alten Reichsdorfes. Verlag der Rheinhessischen Druckwerkstätte, Alzey 1992, ISBN 3-87854-088-4, S. 1–27.
- Ein Grab der Glockenbecherkultur aus Worms-Herrnsheim. In: Der Wormsgau. 16, 1992/1995, S. 115–117.
- Archäologische Erfassung von Grabhügeln im Landkreis Mainz-Bingen. In: Vermessungswesen und Raumordnung. 56, 1994, ISSN 0340-5141, S. 260–268.
- Eine bandkeramische Siedlung mit Bestattungen aus Bretzenheim an der Nahe, Landkreis Bad Kreuznach. In: Landeskundliche Vierteljahrsblätter. 42, 1996, ISSN 0458-6905, S. 149–162.
- Ein keltisches Reitergrab aus Gau-Heppenheim, Ldkr. Alzey-Worms. In: Mainzer Archäologische Zeitschrift. 3, 1996, ISSN 1431-0910, S. 5–24.
- Ein Kreisgrabenfriedhof der Hügelbronzezeit aus Sprendlingen, Kr. Mainz-Bingen. In: Studia antiquaria. Festschrift für Niels Bantelmann zum 60. Geburtstag (= Universitätsforschungen zur prähistorischen Archäologie. 63). Habelt, Bonn 2000, ISBN 3-7749-2984-X, S. 41–51.
- Beiträge in: Sabine Rieckhoff, Jörg Biel (Hrsg.): Die Kelten in Deutschland. Theiss, Stuttgart 2001, ISBN 3-8062-1367-4.
- Die Bodenheimer Gemarkung in vorgeschichtlicher Zeit. In: Bernhard Marschall (Hrsg.): 1250 Jahre Albansgemeinde Bodenheim. Beiträge zur Vergangenheit und Gegenwart. Verlag der Rheinhessischen Druckwerkstätte, Alzey 2003, ISBN 3-87854-183-X, S. 3–24.
- Das Rätsel der Menhire. Probst, Mainz-Kostheim 2003, ISBN 3-936326-07-X.